# Jessica Hecht
Pour les articles homonymes, voir Hecht.
Jessica Anne Hecht est une actrice américaine, née le 28 juin 1965 à Princeton, dans le New Jersey (États-Unis).

## Biographie
Hecht est née à Princeton, New Jersey, elle est la fille de Lenore, psychothérapeute, et de Richard Hecht, physicien.
À l'âge de trois ans, Jessica a déménagé avec ses parents et sa sœur à Bloomfield, Connecticut. Ses parents ont divorcé quand elle était enfant, et tous deux se sont remariés.

## Vie privée
Depuis 1995, Jessica est mariée au réalisateur Adam Bernstein. Le couple a deux enfants, une fille, Stella Rose Bernstein (née en 2000) et un fils, Carlo Bernstein (né en 2002).

## Filmographie

### Cinéma
- 1995 : Joe's Rotten World : Annie
- 1995 : Kicking and Screaming : Ticket Woman
- 1998 : Anarchy TV : Natalie
- 1999 : Jump : Carol
- 1999 : Seven Girlfriends : hôtesse d'accueil de l'architecte
- 2001 : The Grey Zone : l'épouse
- 2004 : Saving Face : Randi, assistante à l'hôpital
- 2004 : À la dérive (Sideways) : Victoria
- 2004 : Mémoire effacée (The Forgotten) : Eliot
- 2005 : At Last : Laura
- 2005 : Reste (Stay) : la mère
- 2007 : Coup de foudre à Rhode Island (Dan in Real Life) : Amy Burns
- 2009 : Whatever Works : la médium
- 2010 : Helena from the Wedding de Joseph Infantolino
- 2010 : My Soul to Take de Wes Craven : May Hellerman
- 2010 : Fair Game de Doug Liman : Sue
- 2011 : Baby-sitter malgré lui : Sandy Griffith (Mère de Noah)
- 2012 : Un été magique (The Magic of Belle Isle) :  Karen Loop
- 2015 : Anesthesia de Tim Blake Nelson : Jill
- 2019 : L'Extraordinaire Mr. Rogers (A Beautiful Day in the Neighborhood) de Marielle Heller : Lila Vogel
- 2025 : Eleanor the Great de Scarlett Johansson

### Télévision
- 1994 : Seinfeld  : Lindsay (Saison 6, épisode 5 et 6)
- 1995 : Le Célibataire ("The Single Guy") (série télévisée) : Janeane Percy-Parker (unknown épisodes, 1995-1996)
- 1995 : Heidi, jour après jour (The Heidi Chronicles) (TV) : Chloe
- 1995-2000 : Friends (série télévisée) : Susan Bunch (femme de Carol l'ex-femme de Ross, apparitions régulières jusqu'à la saison 6)
- 1996 : Intimate Betrayal (TV) : Katie
- 1996 : L'Arbre de Noël (The Christmas Tree) (TV) : Soeur Mary
- 1998 : À chacun son fantôme (Harvey) (TV) : Miss Ruth Kelly
- 1999 : New York, unité spéciale : Avocate Kreutzer (saison 1, épisode 7)
- 2001 : What About Joan (série télévisée) : Besty Morgan Ludlow
- 2003 : New York, section criminelle : Meredith Breen (saison 3, épisode 1)
- 2006 : 3 lbs. (1 épisode)
- 2008-2013 : Breaking Bad (série télévisée) : Gretchen Schwartz
- 2009 : The Good Wife : Carla Browning (Saison 1, épisode 11)
- 2009 : Eleventh Hour : Beatrice Brown (Saison 1, épisode 2)
- 2009 : New York, police judiciaire : Miriam Johnson (saison 19, épisode 8)
- 2010 : Bored to Death (série télévisée) : Dr Kenwood
- 2012 : Elementary (série télévisée) : Patricia Ennis (saison 1, épisode 14)
- 2012 : New York, unité spéciale : Gillian Webster (saison 14, épisode 7)
- 2015 : Person of Interest (série télévisée) : Beth Bridges (saison 4, épisode 6, 18)
- 2015 : Limitless (série télévisée) : femme de chez Urbient (saison 1, épisode 6)
- 2015 : Jessica Jones (série télévisée) : Audrey Eastman (saison 1, épisode 4)
- 2019-2021 : Special : Karen Hayes
- 2020 : The Boys (série télévisée) : Carol (saison 2, épisode 1)
- 2020 : The Sinner : Sonya Barzel (saison 3)
- 2023 : The Sinner saison 4 Sonya Barzel